# Zamek Buffavento
Zamek Buffavento – twierdza położona w paśmie górskim Kierinia, na Cyprze (Cypr Północny) na wysokości  940 metrów n.p.m. Obok zamku św. Hilariona i Kantary  był jedną z trzech warowni broniących wybrzeża wyspy.

## Historia
Zamek zbudowany przez Bizantyjczyków, zdobyty w 1191 przez Ryszarda Lwie Serce w czasie III wyprawy krzyżowej. W czasie panowania królów z dynastii Lusignanów wykorzystywany jako więzienie i latarnia morska.